# Hermann Schaper
Hermann Schaper (ur. 12 sierpnia 1911 w Strassburgu, Alzacja, zm. 2002) – niemiecki zbrodniarz wojenny w czasie II wojny światowej.

## Działalność podczas wojny
Członek niemieckiej narodowosocjalistycznej partii NSDAP – numer legitymacji 105606, a następnie, od 1937 roku, esesman z SS-Totenkopfverbände (nr legitymacji 3484) w randze porucznika SS (Obersturmführer).
Dowodził jako kapitan (Hauptsturmführer) oddziałem wydzielonym z urzędu gestapo Ciechanów-Płock. Schaper działał w okręgu Płock (przemianowanym na Schröttersburg), zarządzanym przez ród pruski von der Groeben; przełożonym Schapera był dowódca Gestapo w Ciechanowie (przemianowanym na Zichenau).
Ustalono, że przy pomocy swojego oddziału prowadził systematyczne mordy według tej samej metody na bolszewikach, ich sympatykach, NKWD-zistach i Żydach, w miarę zdobywania terytoriów wcześniej zagarniętych przez Sowietów w miejscowościach czasem raczej dość już daleko za przesuwającym się frontem wschodnim. Przeprowadził akcje likwidacji w takich miejscowościach jak: Wizna (koniec czerwca), Wąsosz (5 lipca), Radziłów (7 lipca), Jedwabne (10 lipca), Łomża (wczesny sierpień), Tykocin (22–25 sierpnia), Rutki (4 września), Zambrów i Borkowo. Wykorzystywano przy tym antyżydowskie i antykomunistyczne nastroje miejscowej ludności rekrutując pomocników z miejscowego marginesu w zamian za łupy i bezkarność.

## Procesy powojenne
Od 1960 roku oskarżany przez niemieckie prokuratury do spraw zbrodni wojennych (Ludwigsburg), obciążony przez Karla von der Groebena, Komisarza okręgowego (Kreisskomissar) Łomży wymordowaniem tamtejszych Żydów, został też rozpoznany ze zdjęć przez dwóch świadków z Izraela – Chaję Finkelsztajn z Radziłowa oraz Izzaka Felera z Tykocina – jako dowodzący pogromami w tych miejscowościach: 7 lipca 1941 w Radziłowie i 25 sierpnia w Tykocinie.
Metody stosowane przez Schapera i jego patrole śmierci w tych masakrach były identyczne z przebiegiem mordów w Jedwabnem – zaledwie kilka kilometrów dalej, w kilka dni później. Schaper nie przyznał się do zarzutów i Niemcy uznali dowody za niewystarczające do osądzenia go. Kłamał przed sądem utrzymując, że w 1941 roku był kierowcą ciężarówki i posługiwał się fałszywymi nazwiskami. Pomimo pozytywnego rozpoznania go przez świadków sprawę przeciw Schaperowi zamknięto 2 września 1965 roku.
10 kwietnia 2002 r. Hermann Schaper został przesłuchany w Niemczech w obecności polskiego prokuratora w związku ze śledztwem w sprawie pogromu w Jedwabnem prowadzonym wówczas przez Instytut Pamięci Narodowej. Nie udało się zadać mu większości przygotowanych pytań ponieważ lekarz sądowy uznał świadka za niezdolnego do udziału w postępowaniu.